# Ґеорґе Апостол
Ґеорґе Апостол (рум. Gheorghe Apostol; 16 травня 1913, жудець Галац — 21 серпня 2010, Бухарест) — румунський політик, генеральний секретар Комуністичної партії Румунії (1954-1955). У 1960-і роки — один з головних суперників Чаушеску в боротьбі за владу в партії.

## Біографія
Залізничник. З 1934- член РКП. Близький друг Ґеорґе Ґеорґіу-Дежа. Кілька разів піддавався арешту, в 1937 засуджений до 3 років ув'язнення. Пізніше виявився в концтаборі Тиргу-Жіу. Згідно з офіційною біографією, в 1944 при наближенні військ СССР нібито втік звідти разом з групою соратників, щоб вести підпільну боротьбу. Проте, на фотографіях, зроблених в таборі після його звільнення і багаторазово опублікованих, в тому числі і в післяреволюційній Румунії (наприклад, в Dosarele Istoriei), його ясно видно серед натовпу звільнених бранців.
- 1948–1969 — Член Політбюро ЦК РКП.

Був одним з найближчих соратників Ґеорґе Ґеорґіу-Дежа, входив в так звану «тюремну фракцію», яка боролася проти «московської фракції» Анни Паукер.
- 1945–1952 — Президент генеральної конференції робітників Румунії (Confederaţiei Generale a Muncii).
- 1948, 1950–1951 і в 1952 — Голова Великої Народної Асамблеї Румунської Народної Республіки.
- 1952–1954 — Перший заступник Прем'єр-міністра СРР, одночасно в 1953-1954 — Міністр сільського господарства, У 1954–1955 займав посаду Першого секретаря ЦК Румунської робітничої партії.
- 1955–1961 — Голова Центральної ради румунських профспілок (Consiliului Central al Sindicatelor).
- 1961–1967 — Перший заступник Прем'єр-міністра СРР.
- 1967–1969 — Знову голова Центральної ради румунських профспілок.

Після приходу до влади Ніколае Чаушеску Апостол стає його послідовним противником і критиком з лівих позицій. Чаушеску послідовно домагається зниження статусу Апостола.
- 1969–1975 він голова Державного комітету по матеріальних резервах. 13 березня 1975 знятий з посади за «відхилення від моралі».
- 1977–1988 — Посол Румунії в Аргентині та Уругваї, потім в Бразилії.
- 1988 повернувся до Румунії і спільно з 5-ма іншими ветеранами РКП і дисидентами (Александру Бирледяну, Сілвіу Брукан, Корнеліу Менеску, Константин Пирвулеску і Ґриґора Речяну) склав відкритого листа, «Лист шести». У цьому листі вони звинуватили президента в порушеннях прав людини. 11 березня 1989 воно було зачитано на «Радіо Свобода» і «Голос Америки». Учасники «групи Апостола» дотримувалися ще більш лівих комуністичних поглядів, ніж критикований ними Чаушеску, тому деякі з членів групи були серйозно стурбовані тим, що звертаються за допомогою до «імперіалістів». Після цього Апостол був поміщений під домашній арешт і постійно піддавався допитам. Звільнений після революції 1989.

Сприйняв революцію негативно, разом з колишнім прем'єром Іліє Вердецом в 1990 заснував вкрай ліву Соціалістичну партію праці (Partidul Socialist al Muncii). Партія отримала невелику кількість голосів на виборах 1992, але в подальшому в парламент не потрапляла і незабаром була розпущена.